# Róbert Péter
Róbert Péter (* 7. Oktober 1983 in Miercurea Ciuc) ist ein ehemaliger rumänischer Eishockeyspieler und heutiger -trainer, der mit der rumänischen Nationalmannschaft an fünf Weltmeisterschaftsturnieren (zweimal in der Divisio I und dreimal in der Division II) teilnahm.

## Karriere

### Club
Róbert Péter, der der ungarischsprachigen Minderheit der Szekler in Rumänien angehört, begann seine Karriere beim SC Miercurea Ciuc, für den er mit einer kurzen Unterbrechung in der Spielzeit 2001/02 bis 2010 spielte. 2004, 2007, 2008 und 2010 wurde er mit dem Klub aus seiner Geburtsstadt rumänischer Meister und gewann 2007, 2008 und 2010 auch den nationalen Pokalwettbewerb. Neben den Einsätzen in der rumänischen Eishockeyliga spielte er mit dem traditionellen Klub der Szekler auch in der ungarischen Liga bzw. ab 2008 in der MOL Liga sowie in der Pannonischen Liga, die 2004 gewonnen wurde. Ab 2010 stand er beim ASC Corona 2010 Brașov unter Vertrag. Mit den Kronstädtern holte er 2013 und 2015 den Pokalsieg und gewann 2014 die Landesmeisterschaft Rumäniens. Nach fünf Jahren kehrte er zu seinem Stammverein, der sich nunmehr HSC Csíkszereda nannte, zurück und gewann mit ihm 2016 erneut den rumänischen Pokalwettbewerb. 2017 beendete er seine Karriere.

### International
Péter spielt international im Gegensatz zu anderen Szeklern, die für Ungarn antreten, für sein Geburtsland Rumänien. Bereits im Juniorenbereich war er bei Weltmeisterschaften aktiv: Er nahm an den U18-Weltmeisterschaften 2000 in der Europa-Division I und 2001 in der Division III sowie an den U20-Weltmeisterschaften 2001 und 2002 in der Division III und 2003 in der Division II teil.
Mit der Herren-Nationalmannschaft spielte Péter bei den Weltmeisterschaften 2004 und 2016 in der Division I. In der Division II war er bei den Weltmeisterschaften 2006, 2008 und 2010 aktiv. Zudem vertrat er seine Farben bei den Qualifikationsturnieren für die Olympischen Winterspiele in Turin 2006, Vancouver 2010 und in Pyeongchang 2018.

### Trainertätigkeit
Nach seiner aktiven Laufbahn war Péter zunächst im Trainerstab des HSC Csíkszereda tätig. 2021 ging er nach Ungarn, wo er vor allem für den ungarischen Verband tätig war. 2024 kehrte er zum HSC Csíkszereda zurück, ist aber auch als Trainerassistent der rumänischen Nationalmannschaft tätig.

## Erfolge
- 2001 Aufstieg in die Division II bei der U18-Weltmeisterschaft der Division III
- 2002 Aufstieg in die Division II bei der U20-Weltmeisterschaft der Division III
- 2004 Rumänischer Meister und Gewinn der Pannonischen Liga mit dem SC Miercurea Ciuc
- 2006 Aufstieg in die Division I bei der Weltmeisterschaft der Division II, Gruppe A
- 2007 Rumänischer Meister und Pokalsieger mit dem SC Miercurea Ciuc
- 2008 Rumänischer Meister und Pokalsieger mit dem SC Miercurea Ciuc
- 2008 Aufstieg in die Division I bei der Weltmeisterschaft der Division II, Gruppe A
- 2010 Rumänischer Meister und Pokalsieger mit dem SC Miercurea Ciuc
- 2013 Rumänischer Pokalsieger mit dem ASC Corona 2010 Brașov
- 2014 Rumänischer Meister mit dem ASC Corona 2010 Brașov
- 2015 Rumänischer Pokalsieger mit dem ASC Corona 2010 Brașov
- 2016 Rumänischer Pokalsieger mit dem HSC Csíkszereda